# Dárek z lásky
Dárek z lásky (v anglickém originále Noel) je americký romantický film z roku 2004. Režisérem filmu je Chazz Palminteri. Hlavní role ve filmu ztvárnili Susan Sarandon, Penélope Cruz, Paul Walker, Alan Arkin a Marcus Thomas.

## Obsazení
| Susan Sarandon   | Rose Harrison   |
| Penélope Cruz    | Nina Vasquez    |
| Paul Walker      | Michael Riley   |
| Alan Arkin       | Artie Venizelos |
| Marcus Thomas    | Jules           |
| Chazz Palminteri | Arizona         |
| Robin Williams   | Charles Boyd    |
| Daniel Sunjata   | Marco           |